# تیم ملی والیبال مردان هند
تیم ملی والیبال مردان هند تیم ملی والیبال مردان کشور هند است. رده‌بندی جهانی اف‌آی‌وی‌بی این تیم در ۲۲ ژوئیه سال ۲۱۳، ۳۰ بوده است. این تیم تاکنون یک بار در بازی‌های المپیک تابستانی حضور داشته است.